# Piotr Andrejew
Piotr Andrejew (Szczecin, 1947. október 27. – Varsó, 2017. június 12.) lengyel filmrendező, forgatókönyvíró.

## Filmjei
- Kradziez (1975, rendező, forgatókönyvíró)
- Belharc (Klincz) (1979, rendező, forgatókönyvíró)
- Czule miejsca (1981, rendező, forgatókönyvíró)
- Protest (1986, tv-film, rendező)
- Shadowman (1988, rendező, forgatókönyvíró)
- Sanctus (1991, rövidfilm, rendező)